# Matheus Saldanha
Matheus Bonifacio Saldanha Marinho, noto semplicemente come Matheus Saldanha (Uberaba, 18 agosto 1999), è un calciatore brasiliano, attaccante del Ferencváros.

## Caratteristiche tecniche
È un centravanti.

## Carriera

### Inizi ed Audax
Cresciuto nel settore giovanile del Bahia, nel 2018 si trasferisce all'Audax, con cui ha esordito in prima squadra il 23 gennaio 2020 disputando l'incontro del Campionato Baiano pareggiato 1-1 contro il Juazeirense. Il 9 febbraio seguente ha invece segnato il primo gol da professionista.
Il 12 agosto 2020 ha debuttato in Série A subentrando a Rossi nella vittoria per 1-0 contro il Coritiba.

### JEF United, Chendgu e Neftçi Baku
Il 19 gennaio 2021 si trasferisce a titolo temporaneo al JEF United, venendo riscattato l'8 gennaio 2022. Dopo 48 gare ed appena 4 reti realizzate, nell'estate dello stesso anno, passa in prestito allo Chengdu Better City, militante nella massima serie cinese.
Il 26 gennaio 2023, ancora con la formula del prestito, si trasferisce al Neftçi Baku fino al termine della stagione.

### Partizan Belgrado
Nell'estate del 2023 firma un accordo con il Partizan. Con il club serbo realizza complessivamente 21 gol in 40 gare, esordendo nelle massime competizioni continentali europee.

### Ferencváros
Dopo una stagione in Serbia, si lega al Ferencváros, squadra detentrice del titolo di campione d'Ungheria. Il 15 settembre 2024 sigla la prima rete con il club nel derby di coppa nazionale contro il Budafoki MTE.

## Statistiche

### Presenze e reti nei club
Statistiche aggiornate al 6 febbraio 2025.
| Stagione                 | Squadra                  | Campionato               | Campionato | Campionato | Coppe nazionali | Coppe nazionali | Coppe nazionali | Coppe continentali | Coppe continentali | Coppe continentali | Altre competizioni | Altre competizioni | Altre competizioni | Totale | Totale |
| Stagione                 | Squadra                  | Comp                     | Pres       | Reti       | Comp            | Pres            | Reti            | Comp               | Pres               | Reti               | Comp               | Pres               | Reti               | Pres   | Reti   |
| ------------------------ | ------------------------ | ------------------------ | ---------- | ---------- | --------------- | --------------- | --------------- | ------------------ | ------------------ | ------------------ | ------------------ | ------------------ | ------------------ | ------ | ------ |
| 2020                     | Bahia                    | A                        | 17         | 2          | CN              | 3               | 0               | CS                 | 2                  | 0                  | CB                 | 12                 | 1                  | 34     | 3      |
| 2021                     | JEF United               | J2L                      | 31         | 3          | CI              | 1               | 0               | -                  | -                  | -                  | -                  | -                  | -                  | 32     | 3      |
| gen.-ago. 2022           | JEF United               | J2L                      | 16         | 1          | -               | -               | -               | -                  | -                  | -                  | -                  | -                  | -                  | 16     | 1      |
| Totale JEF United        | Totale JEF United        | Totale JEF United        | 47         | 4          |                 | 1               | 0               |                    | -                  | -                  |                    | -                  | -                  | 48     | 4      |
| ago.-dic. 2022           | Chengdu Better City      | SL                       | 19         | 3          | -               | -               | -               | -                  | -                  | -                  | -                  | -                  | -                  | 19     | 3      |
| gen.-lug. 2023           | Neftçi Baku              | PL                       | 17         | 5          | CA              | 3               | 0               | -                  | -                  | -                  | -                  | -                  | -                  | 20     | 5      |
| 2023-2024                | Partizan                 | SL                       | 22+5       | 16+1       | CS              | 3               | 0               | UECL               | 4                  | 1                  | -                  | -                  | -                  | 34     | 18     |
| lug.-set. 2024           | Partizan                 | SL                       | 1          | 1          | CS              | 0               | 0               | UCL+UEL+UECL       | 2+2+1              | 2+0+0              | -                  | -                  | -                  | 6      | 3      |
| Totale Partizan Belgrado | Totale Partizan Belgrado | Totale Partizan Belgrado | 28         | 18         |                 | 3               | 0               |                    | 9                  | 3                  |                    | -                  | -                  | 40     | 21     |
| set. 2024-2025           | Ferencváros              | NBI                      | 12         | 6          | CU              | 2               | 2               | UEL                | 8                  | 1                  | -                  | -                  | -                  | 22     | 9      |
| Totale carriera          | Totale carriera          | Totale carriera          | 140        | 38         |                 | 12              | 2               |                    | 19                 | 3                  |                    | 12                 | 1                  | 183    | 44     |

## Palmarès

### Club

#### Competizioni statali
- Campionato Baiano: 1

Bahia: 2020

#### Competizioni nazionali
- Campionato ungherese: 1

Ferencváros: 2024-2025

### Individuale
- Capocannoniere della Superliga: 1

2023-2024 (17 gol, a pari merito con Miloš Luković)